# Ермакова
Ермакова (ест. Ermakova) — село в Естонії, входить до складу волості Меремяе, повіту Вирумаа.